# Jussi/Beste Hauptdarstellerin
Jussi: Beste Hauptdarstellerin

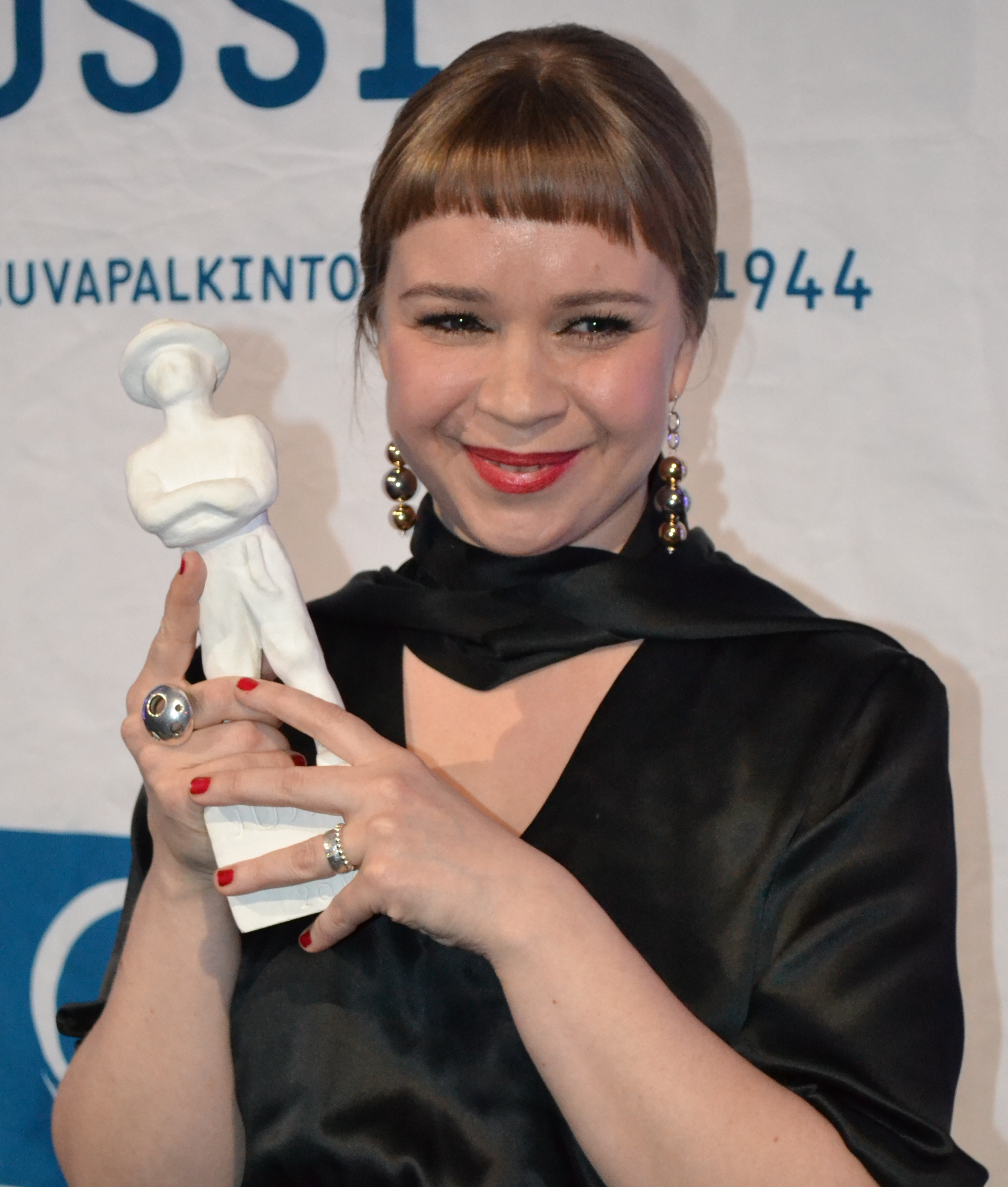
2011 erfolgreich: Katja Küttner (Prinsessa)

Gewinner des finnischen Filmpreises Jussi in der Kategorie Bester Hauptdarstellerin (Paras naispääosa), seit der ersten Verleihung im Jahr 1944. Die finnische Filmakademie Filmiaura vergibt seither alljährlich ihre Auszeichnungen für die besten Leistungen des vergangenen Kinojahres Ende Januar beziehungsweise Anfang Februar auf einer Gala in Helsinki.
Am erfolgreichsten in dieser Kategorie war die finnische Schauspielerin Emma Väänänen (1947, 1951, 1957, 1958), die viermal ausgezeichnet wurde. Auf je drei Erfolge kamen Outi Mäenpää (2001, 2005, 2008), Kati Outinen (1991, 1997, 2003) und Eeva-Kaarina Volanen (1948–1950).

## Preisträger

### 1944–1998
| Jahr       | Preisträger          | Filmtitel                             | Deutscher Titel                         |
| ---------- | -------------------- | ------------------------------------- | --------------------------------------- |
| 1944       | Ansa Ikonen          | Vaivaisukon morsian                   | nicht bekannt                           |
| 1945       | Lea Joutseno         | Dynamiittityttö                       | nicht bekannt                           |
| 1946       | Regina Linnanheimo   | Levoton veri Rakkauden risti          | nicht bekannt                           |
| 1947       | Emma Väänänen        | Loviisa                               | nicht bekannt                           |
| 1948       | Eeva-Kaarina Volanen | Naiskohtaloita                        | nicht bekannt                           |
| 1949       | Eeva-Kaarina Volanen | Ruma Elsa                             | nicht bekannt                           |
| 1950       | Eeva-Kaarina Volanen | Katupeilin takana Hallin Janne        | nicht bekannt                           |
| 1951       | Emma Väänänen        | Gabriel, tule takaisin                | nicht bekannt                           |
| 1952       | Mirjami Kuosmanen    | Valkoinen peura                       | Das weiße Rentier                       |
| 1953       | Rauni Luoma          | Niskavuoren Heta                      | Brot vom eigenen Land                   |
| 1954       | Maija Karhi          | Kun on tunteet                        | nicht bekannt                           |
| 1955       | Rakel Laakso         | Opri                                  | nicht bekannt                           |
| 1956       | Preis nicht vergeben | Preis nicht vergeben                  | Preis nicht vergeben                    |
| 1957       | Emma Väänänen        | Elokuu                                | nicht bekannt                           |
| 1958       | Emma Väänänen        | Niskavuoren naiset                    | nicht bekannt                           |
| 1959       | Tea Ista             | Mies tältä tähdeltä                   | nicht bekannt                           |
| 1960– 1961 | Preis nicht vergeben | Preis nicht vergeben                  | Preis nicht vergeben                    |
| 1962       | Sinikka Hannula      | Rakas...                              | Zeit der Liebe                          |
| 1963       | Ruth Snellman        | Ihana seikkailu                       | nicht bekannt                           |
| 1964– 1965 | Preis nicht vergeben | Preis nicht vergeben                  | Preis nicht vergeben                    |
| 1966       | Riitta Elstelä       | Onnelliset leikit                     | nicht bekannt                           |
| 1967       | Elli Castrén         | Rakkaus alkaa aamuyöstä               | nicht bekannt                           |
| 1968       | Kristiina Halkola    | Lapualaismorsian                      | Die Braut von Lapua                     |
| 1969       | Liisamaija Laaksonen | Mustaa valkoisella Vain neljä kertaa  | Birgitta – sie war 19 nicht bekannt     |
| 1970       | Ritva Vepsä          | Ruusujen aika Kuusikymmentäyhdeksän   | nicht bekannt 69 – Vorspiel zur Ekstase |
| 1971       | Hillevi Lagerstam    | Takiaispallo                          | nicht bekannt                           |
| 1971       | Siiri Angerkoski     | Aliisa (Fernsehfilm)                  | nicht bekannt                           |
| 1972       | Eeva-Maija Haukinen  | Kun taivas putoaa                     | nicht bekannt                           |
| 1972       | Eila Pehkonen        | Se on sitten kevät                    | nicht bekannt                           |
| 1973       | Tea Ista             | Haluan rakastaa, Peter                | nicht bekannt                           |
| 1974       | Tuula Nyman          | Yhden miehen sota                     | Einmannkrieg                            |
| 1974       | Anja Pohjola         | Rautatie (Fernsehfilm)                | nicht bekannt                           |
| 1974       | Aino Lehtimäki       | Solveigin laulu (Fernsehfilm)         | nicht bekannt                           |
| 1975       | Preis nicht vergeben | Preis nicht vergeben                  | Preis nicht vergeben                    |
| 1976       | Leena Uotila         | Rakastunut rampa                      | nicht bekannt                           |
| 1977       | Tuula Nyman          | Loma                                  | nicht bekannt                           |
| 1978       | Irma Seikkula        | Aika hyvä ihmiseksi                   | nicht bekannt                           |
| 1978       | Raili Veivo          | Aika hyvä ihmiseksi                   | nicht bekannt                           |
| 1978       | Nanny Westerlund     | Tuntematon ystävä                     | Ein unbekannter Freund                  |
| 1979       | Elina Salo           | Runoilija ja muusa                    | nicht bekannt                           |
| 1980       | Preis nicht vergeben | Preis nicht vergeben                  | Preis nicht vergeben                    |
| 1981       | Rea Mauranen         | Tulipää                               | Der Feuerkopf                           |
| 1981       | Eeva Eloranta        | Yö meren rannalla                     | nicht bekannt                           |
| 1982– 1983 | Preis nicht vergeben | Preis nicht vergeben                  | Preis nicht vergeben                    |
| 1984       | Eeva Eloranta        | Palava enkeli Zoja (Fernsehfilm)      | nicht bekannt                           |
| 1985       | Rauni Luoma          | Niskavuori                            | Die berühmte Niskavuori-Saga            |
| 1986       | Soli Labbart         | Kunniallinen petkuttaja (Fernsehfilm) | nicht bekannt                           |
| 1987       | Pirjo Leppänen       | Elämän vonkamies                      | nicht bekannt                           |
| 1988       | Kaija Pakarinen      | Tilinteko                             | nicht bekannt                           |
| 1989       | Liisamaija Laaksonen | Ihmiselon ihanuus ja kurjuus          | nicht bekannt                           |
| 1990       | Pirkko Hämäläinen    | Paperitähti                           | nicht bekannt                           |
| 1991       | Kati Outinen         | Tulitikkutehtaan tyttö                | Das Mädchen aus der Streichholzfabrik   |
| 1992       | Irma Junnilainen     | Viiva Vinita                          | nicht bekannt                           |
| 1993       | Merja Larivaara      | Kaivo                                 | nicht bekannt                           |
| 1994       | Tiina Lymi           | Akvaariorakkaus                       | nicht bekannt                           |
| 1995       | Preis nicht vergeben | Preis nicht vergeben                  | Preis nicht vergeben                    |
| 1996       | Päivi Akonpelto      | Suolaista ja makeaa                   | nicht bekannt                           |
| 1997       | Kati Outinen         | Kauas pilvet karkaavat                | Wolken ziehen vorüber                   |
| 1998       | Leea Klemola         | Neitoperho                            | Die Nacht des Schmetterlings            |

### Preisträger und Nominierungen ab dem Jahr 1999
1999
Elena Leeve in Tulennielijä
Päivi Akonpelto in Säädyllinen murhenäytelmä
Heli Takala in Eros ja Psykhe

### 2000er
2000
Eeva Litmanen in Rakkaudella, Maire
Irina Björklund in Ambush 1941 – Spähtrupp in die Hölle (Rukajärven tie)
Vera Kiiskinen in Pikkusisar
Kati Outinen in Juha
2001
Outi Mäenpää in Lomalla
Maria Järvenhelmi in Bad Luck Love
Tanjalotta Räikkä in Komplizinnen aus Angst (Pelon maantiede)
2002
Irina Björklund in Minä ja Morrison
Elena Leeve in Fahrradfieber – Cyclomania (Cyclomania)
Maria Järvenhelmi in Rölli und die Elfen (Rölli ja metsänhenki)
2003
Kati Outinen in Der Mann ohne Vergangenheit (Mies vailla menneisyyttä)
Minna Haapkylä in Kuutamolla
Liisa Kuoppamäki in Hengittämättä ja nauramatta
2004
Sari Mällinen in Eila
Tiina Lymi in Nousukausi
Elsa Saisio in Pahat pojat
2005
Outi Mäenpää in Koirankynnen leikkaaja
Tiina Lymi in Juoksuhaudantie
Minna Haapkylä in Das Babyprojekt – Producing Adults (Lapsia ja aikuisia – Kuinka niitä tehdään?)
2006
Maria Lundqvist in Die beste Mutter (Äideistä parhain)
Pamela Tola in Das Mädchen und der Rapper (Tyttö sinä olet tähti)
Katja Küttner in Eläville ja kuolleille
2007
Susanna Anteroinen in Valkoinen kaupunki
Elina Knihtilä in Matti
Liisa Kuoppamäki in Kalteva torni
2008
Outi Mäenpää in Musta jää
Ria Kataja in Musta jää
Saija Lentonen in Sooloilua
2009
Elena Leeve in Putoavia enkeleitä
Minna Haapkylä in Erottamattomat
Tiina Lymi in Erottamattomat

### 2010er
2010
Minna Haapkylä in Kuulustelu
Kaarina Hazard in Postia pappi Jaakobille
Elina Knihtilä in Haarautuvan rakkauden talo
2011
Katja Küttner in Prinsessa
Auli Mantila in Taulukauppiaat
Anneli Sauli in Kohtaamisia
2012
Elina Knihtilä in Hyvä poika
Jessica Grabowsky in Missä kuljimme kerran
Krista Kosonen in Syvälle salattu
2013
Laura Birn in Fegefeuer (Puhdistus)
Pamela Tola in Härmä
Pamela Tola in En som deg
2014
Leea Klemola in Kerron sinulle kaiken
Jessica Grabowsky in 8-pallo
Armi Toivanen in 21 tapaa pilata avioliitto
2015
Anu Sinisalo in Ei kiitos
Anna Paavilainen in Kesäkaverit
Heidi Herala in Eila, Rampe ja Likka
2016
Krista Kosonen in Kätilö
Minna Haapkylä in Armi elää!
Misa Lommi in Toiset tytöt
2017
Linnea Skog in Tyttö nimeltä Varpu
Leena Uotila in Nuotin vierestä
Mimosa Willamo in Lake Bodom (Bodom)
2018
Krista Kosonen in Miami
Milka Ahlroth in Joulumaa
Pihla Viitala in Kaiken se kestää
Sonja Kuittinen in Miami
2019
Oona Airola in Oma maa
Iida-Maria Heinonen in Juice
Laura Birn in Tyhjiö

### 2020er
2020
Mimosa Willamo in Aurora
Jaana Saarinen in Äiti
Suvi-Tuuli Teerinkoski in Diva of Finland
2021
Alma Pöysti in Tove
Emmi Parviainen in Gesellschaftsspiele (Seurapeli)
Laura Birn in Viimased
2022
Seidi Haarla in Abteil Nr. 6 (Hytti nro 6)
Hannele Lauri in 70 ist auch nur eine Zahl (70 on vain numero)
Yasmin Warsame in The Gravedigger’s Wife (Guled & Nasra)